# Cliffe, Richmondshire
Cliffe är en civil parish i Storbritannien.   Den ligger i grevskapet North Yorkshire och riksdelen England, i den centrala delen av landet, 400 km norr om huvudstaden London. Cliffe gränsar till Eppleby.